# Comun Nuovo
Comun Nuovo (lombardul: Cümü Nöf vagy Cumi Nöf) település Olaszországban, Lombardia régióban, Bergamo megyében. Lakosainak száma 4360 fő (2023. január 1.). Comun Nuovo Stezzano, Levate, Zanica, Verdello, Urgnano és Spirano községekkel határos.

## Népesség
A település lakossága az elmúlt években az alábbi módon változott:
| Lakosok száma | 4389 | 4389 | 4360 |
|               | 2017 | 2018 | 2023 |